# Gliny (film)
Gliny lub Gliniarze (org. tytuł Dak ging san yan lui) – hongkoński film z 1999 roku w reżyserii Benniego Chana.

## Obsada
Źródło: Filmweb

- Stephen Fung – Match
- Daniel Wu – Danny
- Francis Ng – Lok Wai-Lan
- Tôru Nakamura – Akatura
- Sam Lee – Alien
- Terence Yin – Tooth
- Jaymee Ong – Haze
- Grace Yip – Y2K
- Eric Tsang – inspektor Chan
- Nicholas Tse – Jack
- Yiu-Cheung Lai – inspektor Tang
- Keiji Sato – bandyta Akatory
- Ken Lo – Wing
- Jackie Chan – biedny rybak

## Nagrody i nominacje
W 2000 roku podczas 19. edycji Hong Kong Film Award Chung Chi Li, Arthur Wong i Cheung Ka-fai byli nominowani do nagrody Hong Kong Film Award w kategorii Best Action Choreography, Best Cinematography i Best Film Editing. Bruce Yu był nominowany w kategorii Best Art Direction i Best Costume & Make Up Design. Media Asia Films była nominowana w kategorii Best Sound Design.